# 龍大有
龍大有（1479年—？），字道亨，號雲東，湖廣承宣布政使司長沙府茶陵州（今湖南省茶陵縣）人，軍籍，明朝政治人物。

## 生平
湖广乡试第五十五名举人，正德十二年（1517年）登丁丑科会试三百四十四名，二甲九十九名進士，工部观政，任祁州知州。正德十六年（1521年）調開州知州。嘉靖二年（1523年）丁憂。嘉靖五年（1526年）擔任廣德州知州。嘉靖六年（1527年）擔任南京刑部員外郎。嘉靖七年（1528年）擔任廣西平樂知府。嘉靖十二年（1533年）任廣西按察司副使。嘉靖十六年（1537年）擔任浙江布政使司右參政；嘉靖十八年（1539年）任河南按察使。嘉靖十九年（1540年）任河南右布政使。嘉靖二十年（1541年）任都察院右副都御史、巡撫大同地方贊理軍務。次年，擔任兵部右侍郎。
明嘉靖二十一年，大同巡抚龍大有，将蒙古俺答汗派遣的贸易谈判使者石天爵扣押，谎报朝廷称自己“用计谋擒获间谍”，明世宗下令凌遲俺答汗使者石天爵、肯切，傳首九邊，奖赏龙大有，升官为兵部右侍郎兼右副都御史，文武将吏，千户郭江、佥事赵瀛而下，升职加俸，赏银币者数十人，而巡按御史侯度亦升俸一级。随后俺答汗为了报复明朝即以六月发动大规模入侵，大掠山西南及平阳东及路沁，每攻克村堡，屠戮极惨，輙以执杀天爵等为辞，史称庚戌之变。巡抚大同史道总兵王升若不闻。宣府总兵白爵调赴应援，亦观望不战。巡抚山西都御史陈讲告急，事下兵部，尚书张瓒說“寇且退矣”，

## 家族
曾祖龍均清。祖父龍瑜。父龍晟，教授。前母陈氏，母李氏。严侍下。兄振灃、振瀾、振澗、振澍。弟振沆。